# Pajeú
Pajeú (Riacho do Navio, data desconhecida – Canudos, 1897) foi um dos líderes guerrilheiros durante a Guerra de Canudos.
Originário de Pajeú das Flores, donde o apelido, no Riacho do Navio (Pernambuco), crê-se que Pajeú tenha iniciado sua vida profissional como soldado de linha ou de polícia. Esteve envolvido no motim de Antônio Diretor, em Baixa Verde, sendo dali enxotado e perseguido pela polícia, acusado de vários crimes.
Unindo-se aos seguidores de Antônio Conselheiro, em Canudos, teria aproveitado seus conhecimentos militares para se tornar um dos líderes mais ardilosos na defesa do arraial contra os ataques do Exército. Ficou conhecido por ser "bom de tocaia", e liderou o combate contra a segunda expedição sob comando do major Febrônio de Brito. "Bravura inexcedível e ferocidade rara", segundo Euclides da Cunha, Pajeú criava constantes dificuldades às tropas republicanas. De acordo com João Siqueira Santos, Pajeú teria comandado a destruição de algumas fazendas próximas a Canudos, entre eles a do coronel José Américo Camelo de Sousa Velho por este ter barrado e matado sertanejos que estavam a caminho de Canudos.  Depois da morte dos cabecilhas, próximo ao final da guerra, Pajeú teria assumido o comando geral das guerrilhas.
Segundo Euclides da Cunha, Pajeú teria sido morto em combate no mês de julho de 1897. Contrariando esta informação, em setembro o jornalista Lellis Piedade registra que parecia sem fundamento a notícia de sua morte.